# Моргоев, Бек Хаджимусаевич

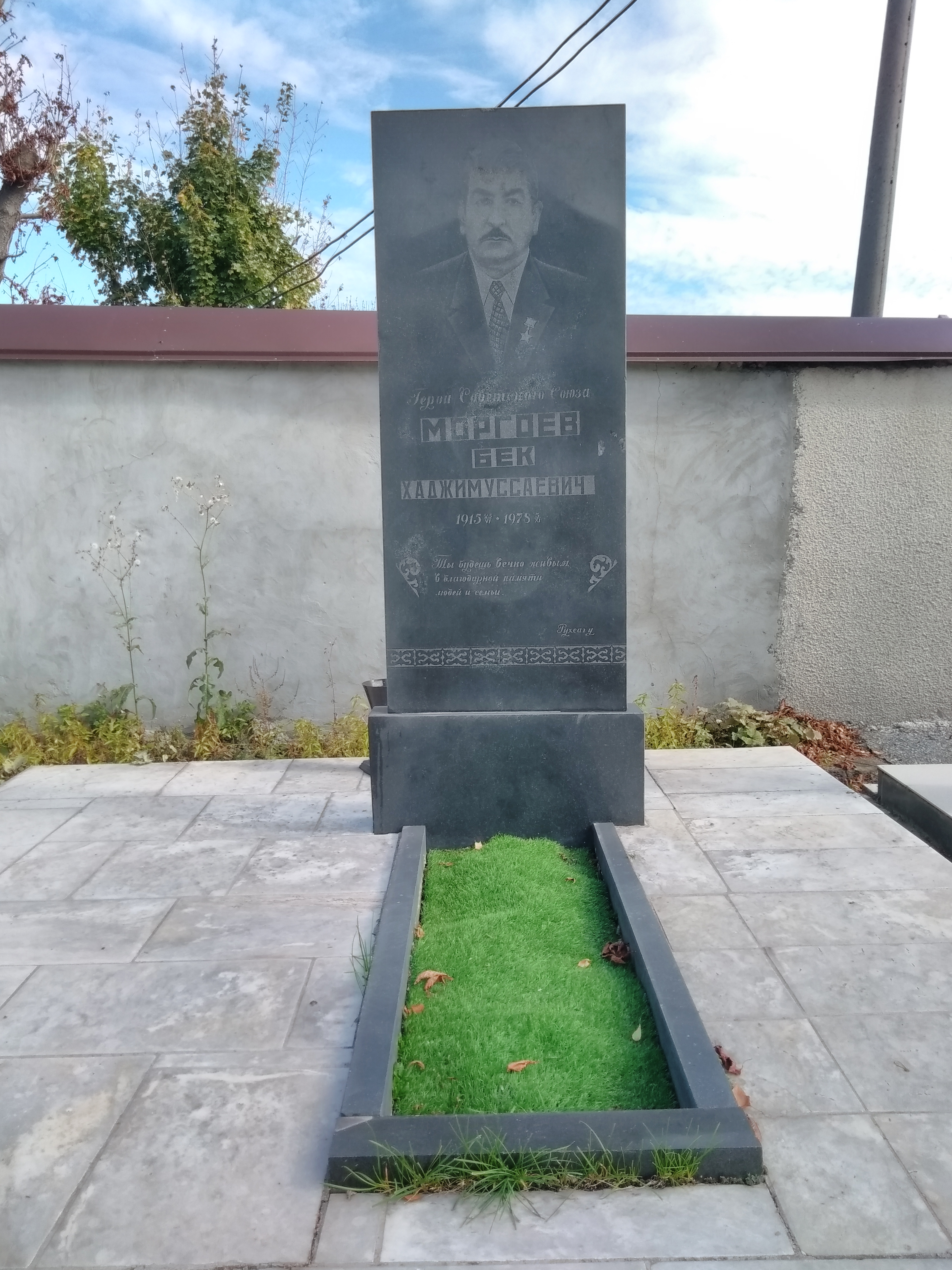
Могила Бека Моргоева в ограде Осетинской церкви. Памятник культурного наследия федерального значения.

Бек Хаджимусаевич Моргоев (1919—1978) — старшина Рабоче-крестьянской Красной Армии, участник Великой Отечественной войны, Герой Советского Союза (1944).

## Биография
Бек Моргоев родился в 1919 году в селе Карджин (ныне — Кировский район Северной Осетии). В 1941 году он был призван на службу в Рабоче-крестьянскую Красную Армию. С того же года — на фронтах Великой Отечественной войны.
К октябрю 1943 года сержант Бек Моргоев командовал отделением 73-го отдельного штурмового инженерно-сапёрного батальона 15-й штурмовой инженерно-сапёрной бригады 47-й армии Воронежского фронта. Отличился во время битвы за Днепр. В период с 1 по 15 октября 1943 года отделение Моргоева восстановило мост через Днепр в районе острова Каневский в 3 километрах к северу от города Канева, благодаря чему советские части смогли переправиться на западный берег. Моргоев лично участвовал в боях за захват, удержание и расширение плацдарма.
Указом Президиума Верховного Совета СССР от 3 июня 1944 года сержант Бек Моргоев был удостоен высокого звания Героя Советского Союза с вручением ордена Ленина и медали «Золотая Звезда».
После окончания войны в звании старшины Моргоев был демобилизован. Проживал и работал в Орджоникидзе. Скончался 4 ноября 1978 года.
Похоронен в Некрополе у Осетинской церкви.

## Награды
Был также награждён двумя орденами Красной Звезды и рядом медалей.

## Память
Памятник Моргоеву установлен во Владикавказе.
Именем Бека Моргоева названа средняя общеобразовательная школа в селении Карджин.